# Temporada do Club Alianza Lima de 2019
O Club Alianza Lima em 2019, participou de três competições: Campeonato Peruano, Copa Libertadores e Copa Bicentenario.

## Elenco
| N.°        | Nome               | País     |
| Goleiros   | Goleiros           | Goleiros |
| ---------- | ------------------ | -------- |
| 1          | Leao Butrón        |          |
| 23         | Steven Rivadeneyra |          |
| 31         | Ítalo Espinoza     |          |
| Defensores |                    |          |
|            | Gonzalo Godoy      |          |
|            | Francisco Duclós   |          |
|            | Hansell Riojas     |          |
|            | Carlos Beltrán     |          |
|            | José Guidino       |          |
|            | Rodrigo Cuba       |          |
|            | Anthony Rosell     |          |
|            | Aldair Salazar     |          |
|            | Kluiverth Aguilar  |          |
| Meias      |                    |          |
|            | Joazhiño Arroé     |          |
|            | Miguel Cornejo     |          |
|            | Rinaldo Cruzado    |          |
|            | Luis Ramírez       |          |
|            | José Manzaneda     |          |
|            | Wilder Cartagena   |          |
|            | Tomás Costa        |          |
|            | Felipe Rodríguez   |          |
| Atacantes  |                    |          |
|            | Adrián Ugarriza    |          |
|            | Kevin Ferreyra     |          |
|            | Gonzalo Sánchez    |          |
|            | Kevin Quevedo      |          |
|            | Mauricio Matzuda   |          |
|            | Federico Rodríguez |          |
|            | Adrián Balboa      |          |
| Treinador  |                    |          |
|            | Pablo Bengoechea   |          |

## Uniforme
| Primeiro | Segundo |

## Competições

### Campeonato Peruano

#### Torneo Apertura
| Classificação | Classificação | Classificação | Classificação | Classificação | Classificação | Classificação | Classificação | Classificação | Classificação |
| Pos           | Time          | PG            | J             | V             | E             | D             | GP            | GS            | SG            |
| ------------- | ------------- | ------------- | ------------- | ------------- | ------------- | ------------- | ------------- | ------------- | ------------- |
| 5             | Alianza Lima  | 26            | 17            | 7             | 5             | 5             | 30            | 24            | +6            |

#### Torneo Clausura
| Classificação | Classificação | Classificação | Classificação | Classificação | Classificação | Classificação | Classificação | Classificação | Classificação |
| Pos           | Time          | PG            | J             | V             | E             | D             | GP            | GS            | SG            |
| ------------- | ------------- | ------------- | ------------- | ------------- | ------------- | ------------- | ------------- | ------------- | ------------- |
| 1             | Alianza Lima  | 35            | 17            | 10            | 5             | 2             | 32            | 23            | +9            |

#### Tabla acumuluda
| Classificação | Classificação | Classificação | Classificação | Classificação | Classificação | Classificação | Classificação | Classificação | Classificação |
| Pos           | Time          | PG            | J             | V             | E             | D             | GP            | GS            | SG            |
| ------------- | ------------- | ------------- | ------------- | ------------- | ------------- | ------------- | ------------- | ------------- | ------------- |
| 3             | Alianza Lima  | 61            | 34            | 17            | 10            | 7             | 62            | 47            | +15           |

#### Semifinais
| Ida | Alianza Lima | 1 - 0 | Sporting Cristal | Lima, Peru |
|     |              |       | {{{golos2}}}     |            |

| Volta | Sporting Cristal | 1 - 1 | Alianza Lima | Lima, Peru |
|       |                  |       | {{{golos2}}} |            |

#### Final
| Ida | Binacional | 4 - 1 | Alianza Lima | Juliaca, Peru |
|     |            |       | {{{golos2}}} |               |

| Volta | Alianza Lima | 2 - 0 | Binacional   | Lima, Peru |
|       |              |       | {{{golos2}}} |            |

### Copa Libertadores

#### Fase de grupos
| Classificação - Grupo A | Classificação - Grupo A | Classificação - Grupo A | Classificação - Grupo A | Classificação - Grupo A | Classificação - Grupo A | Classificação - Grupo A | Classificação - Grupo A | Classificação - Grupo A | Classificação - Grupo A |
| Pos                     | Time                    | PG                      | J                       | V                       | E                       | D                       | GP                      | GS                      | SG                      |
| ----------------------- | ----------------------- | ----------------------- | ----------------------- | ----------------------- | ----------------------- | ----------------------- | ----------------------- | ----------------------- | ----------------------- |
| 4                       | Alianza Lima            | 1                       | 6                       | 0                       | 1                       | 5                       | 2                       | 12                      | –10                     |

| 6 de março    | Alianza Lima  | 1 – 1     | River Plate    | Lima, Peru |  |
| 19:30 (UTC−5) | Manzaneda 30' | Relatório | Ferreira 90+5' |            |  |

| 13 de março   | Internacional | 2 – 0     | Alianza Lima |  |  |
| 21:30 (UTC−3) | López 7', 19' | Relatório |              |  |  |

| 2 de abril    | Palestino                                       | 3 – 0     | Alianza Lima |  |  |
| 21:30 (UTC−3) | Duclós 35' (g.c.) · Passerini 64' · Ahumada 77' | Relatório |              |  |  |

| 11 de abril   | River Plate                                         | 3 – 0     | Alianza Lima |  |  |
| 19:00 (UTC−3) | Suárez 14' · Martínez Quarta 53' · De La Cruz 90+2' | Relatório |              |  |  |

| 24 de abril   | Alianza Lima | 0 – 1     | Internacional      |  |  |
| 19:30 (UTC−5) |              | Relatório | Rodrigo Moledo 80' |  |  |

| 7 de maio     | Alianza Lima           | 1 – 2     | Palestino         |  |  |
| 19:30 (UTC−5) | I. González 18' (g.c.) | Relatório | Tarifeño 36', 53' |  |  |

### Copa Bicentenario

#### Fase de grupos
| Classificação - Grupo H | Classificação - Grupo H | Classificação - Grupo H | Classificação - Grupo H | Classificação - Grupo H | Classificação - Grupo H | Classificação - Grupo H | Classificação - Grupo H | Classificação - Grupo H | Classificação - Grupo H |
| Pos                     | Time                    | PG                      | J                       | V                       | E                       | D                       | GP                      | GS                      | SG                      |
| ----------------------- | ----------------------- | ----------------------- | ----------------------- | ----------------------- | ----------------------- | ----------------------- | ----------------------- | ----------------------- | ----------------------- |
| 3                       | Alianza Lima            | 4                       | 3                       | 1                       | 1                       | 1                       | 4                       | 5                       | -1                      |